# Keith Hackett
Keith Stuart Hackett (* 22. Juni 1944 in Sheffield) ist ein ehemaliger englischer Fußballschiedsrichter.

## Sportlicher Werdegang
Hackett war zunächst Schiedsrichter in der Northern Premier League, ehe er parallel ab 1972 als Linienrichter in den Kreis der Offiziellen der Football League aufgenommen wurde. Ab 1975 auf der Erweiterungsliste wurde er im folgenden Jahr auch dort als Hauptschiedsrichter eingesetzt. Als Linienrichter erlebte er drei Jahre später seinen ersten Einsatz im Wembley-Stadion, als er Ron Challis im Endspiel um den FA Cup 1978/79 zwischen dem FC Arsenal und Manchester United (3:2) unterstützte. Zwei Jahre später übernahm er an gleicher Stelle zweimal die Rolle des Hauptschiedsrichters: im FA Cup 1980/81 trennten sich die Finalgegner Tottenham Hotspur und Manchester City am 9. Mai 1981 zunächst 1:1-Unentschieden nach Verlängerung, so dass an gleicher Stelle fünf Tage später die beiden erneut unter Leitung Hacketts gegeneinander antraten. Dieses Mal setzte sich der Nordlondoner Klub mit 3:2 durch.
1981 rückte Hackett auf die FIFA-Liste auf, zwei Jahre später leitete er als Hauptschiedsrichter im Rahmen der British Home Championship bei einem 0:0-Remis zwischen Schottland und Nordirland sein erstes Länderspiel. Bis 1990 pfiff er insgesamt 13 offizielle Länderkämpfe, dabei gehörte er zu den Spielleitern im Rahmen der EM-Endrunde 1988. Beim in Deutschland ausgetragenen Turnier pfiff er das mit einem 1:1-Remis endende Aufeinandertreffen der gastgebenden deutschen Elf und Italiens in der Gruppenphase. Im selben Jahr wurde er im Rahmen des olympischen Fußballturniers eingesetzt. Zudem leitete er auch Pflichtspiele im Rahmen der Qualifikation für die Weltmeisterschaftsendrunden 1986 und 1990.
Das Spiel um den FA Community Shield im Sommer 1984, in dem Pokalsieger FC Everton sich gegen im Merseyside Derby gegen den amtierenden Meister (und Europapokalsieger) FC Liverpool mit einem 1:0-Erfolg durchsetzte, stand unter seiner Spielleitung. Zudem pfiff er zwei Jahre später das Finale um den League Cup 1985/86, in dem Oxford United sich mit einem 3:0-Finalerfolg gegen die Queens Park Rangers den Titel sicherte.
Am 20. Oktober 1990 leitete Hackett das international live im Fernsehen ausgestrahlte Ligaspiel zwischen Manchester United und dem FC Arsenal im Old Trafford, bei dem es in der zweiten Halbzeit zu einer Rudelbildung und Schlägerei zwischen 21 der Spieler auf dem Feld kam. Hatte er dabei lediglich Anders Limpar und Nigel Winterburn via gelber Karte mit einer persönlichen Strafe belegt, wurden anschließend in Folge einer Untersuchung der The Football Association die Klubs jeweils mit Geldstrafen und Punktabzügen bestraft.
1991 beendete Hackett aus Altersgründen seine internationale Karriere, gehörte aber im folgenden Sommer zu den ersten Schiedsrichtern der neu geschaffenen Premier League. 1994 beendete er seine aktive Laufbahn, blieb aber als Schiedsrichterbeobachter dem Verband erhalten. 2004 wurde er als Nachfolger von Philip Don Exekutivdirektor bei der Professional Game Match Officials Limited.
Hackett veröffentlichte 1986 unter dem Titel „Hackett's Law“ ein Buch über das Schiedsrichterwesen, später war er an der Erstellung einer DVD für Schiedsrichter zu Trainingszwecken beteiligt. Zeitweise schrieb er eine Kolumne für den Blog Caughtoffside.